# Néa Kaméni
Pour les articles homonymes, voir Kameni.
 (janvier 2024).
Si vous disposez d'ouvrages ou d'articles de référence ou si vous connaissez des sites web de qualité traitant du thème abordé ici, merci de compléter l'article en donnant les références utiles à sa vérifiabilité et en les liant à la section « Notes et références ».
Néa Kaméni, en grec Νέα Καμένη, est une île volcanique de Grèce située en mer Égée, dans le centre de la caldeira de Santorin. Elle constitue la partie active du volcan ayant donné naissance aux îles actuelles de l'archipel de Santorin.
L'île qui culmine à 150 mètres d'altitude est couronnée par un cratère.
Sa dernière éruption remonte au début de l'année 1950.

## Histoire

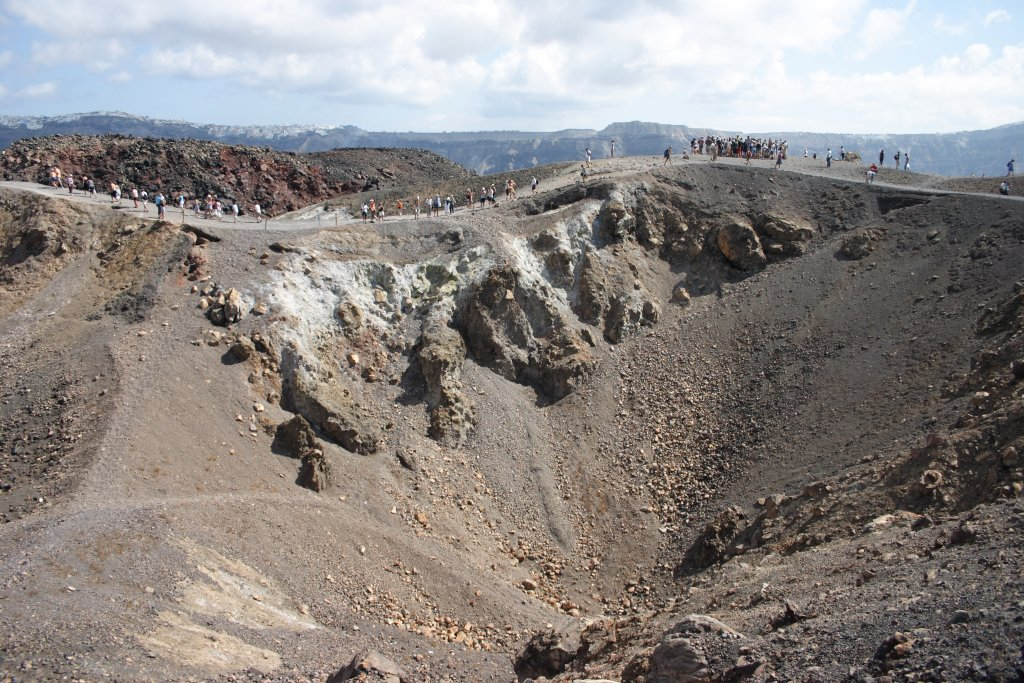
Vue d'un cratère de Néa Kaméni.

À la suite de la puissante éruption survenue vers 1600 av. J.-C., le centre de l'île de Santorin s'effondre et est complètement immergé. La roche en fusion restée au centre du volcan sous-marin remonte progressivement par épisodes au centre de la caldeira et forme dès l'an 46 l'île de Paléa Kaméni.
L'île de Néa Kaméni nait entre 1570 et 1573 sous la forme d'un îlot appelé Mikri Kaméni situé au nord-est de Paléa Kaméni. C'est dans la baie d'Erinia sur Mikri Kaméni que se trouve actuellement le petit port où débarquent les visiteurs.
Entre 1707 et 1710, se forme une seconde île beaucoup plus importante qui prend le nom de Néa Kaméni. Elle se situe à l'ouest de Mikri Kaméni. Un bras de mer de quelques dizaines de mètres sépare alors les deux îles.
Entre 1866 et 1870, Néa Kaméni s'agrandit en triplant sa superficie par de nouvelles terres qui ont émergé au sud.
Les éruptions de 1925 à 1928 ajoutent à l'île des terres supplémentaires au nord-est. L'îlot initial de Mikri Kaméni est alors rattaché au reste de l'île.
Entre 1939 et 1941, quelques rochers de lave s'ajoutent à l'ouest de l'île. On peut aussi citer l'apparition des laves de Fouque, de Ktenas, de Rock, de Smith et de Riki.
La dernière éruption de 1950 n'a guère modifié la superficie de l'île. Les laves de Liasika situées au centre de l'île en sont le témoignage.
Âgée d'un peu plus de quatre siècles, Néa Kaméni est donc une des îles les plus récentes de la mer Méditerranée.

## Tourisme
Néa Kaméni se visite au départ du vieux port de Fira après une traversée en caïque ou en bateau d'environ dix minutes. La visite d'environ une heure et demie est souvent une étape d'une excursion maritime dans la caldeira de Santorin.
Un droit d'entrée de 5 euros est perçu à l'entrée de l'île.
Le caractère unique et l'importance du site nécessitent du visiteur le plus grand respect de cette nature de formation très récente.